# 夏博義
夏博義，SC（？—），香港資深大律師，曾擔任英國牛津市議會議員，2021年出任香港大律師公會主席至2022年任期完結後卸任。

## 生平
夏博義在英國出生，1993年到香港執業。1995年，他曾與香港大律師公會前主席戴啟思、香港大學法律學院陳文敏教授等人創立香港人權監察。夏博義是英國自由民主黨成員，曾於2018年至2021年間擔任英國牛津市議會議員，不時關注香港人權問題。他於2021年當選出任香港大律師公會主席，至2022年任期結束。
除英文外，夏博義能操香港粵語、法語、德語及西班牙語。

### 2019年反修例運動期間
2019年香港反對逃犯條例修訂草案運動期間，大批示威者被捕，夏博義曾為示威者出庭辯護。不過曾經有一些人希望他幫忙，除了被法援署拒絕而無提供理由之外，甚至有被告被法援署人員恐嚇。

### 出任大律師公會主席時期
2020年中，北京未經諮詢或香港人同意強行落實《港版國安法》，引起部分人士批評。他在2021年1月當選做大律師公會主席，期間曾經批評不符合法治精神，但之後又說只是對個別條文有意見。對於他擔任香港大律師公會主席，中聯辦曾經對他大肆攻擊，並且在一年內利用《文匯報》、《大公报》兩大左報合共多達155篇報導或專欄文章批評他，就連他善意建議修改國安法，這兩份報章都說他抹黑，他的任期在2022年1月結束，並放棄爭取連任。2022年2月，警察因為他有機會違反國安法而對他進行警誡，他隨後便倉卒離開了香港。